# Counter-Strike: Condition Zero
Counter-Strike: Condition Zero ist ein Ego-Shooter, der von Ritual Entertainment, Turtle Rock Studios und Valve entwickelt und von Sierra Entertainment und Valve 2004 für Microsoft Windows veröffentlicht wurde. Es handelt sich um einen Nachfolger von Counter-Strike, bei dem weiterhin die GoldSrc-Engine verwendet wird. Im Mehrspielermodus wurden die Modelle der Spielfiguren, Texturen und Karten überarbeitet. Erstmals wird auch ein Einzelspielermodus geboten. Kurze Zeit später erschien mit Counter-Strike: Source ein Nachfolger.

## Entwicklung
Die Veröffentlichung wurde mehrfach verschoben, obwohl Vorabfassungen bereits an die Presse versendet wurden. So wurde den Testfassungen der Gold-Status kurzerhand wieder entzogen. Die Entwicklung war dadurch von zahlreichen Studiowechseln gezeichnet. Sowohl Rogue Entertainment, Gearbox Software und Ritual Entertainment waren zeitweise beteiligt. Die letzte Fassung von Turtle Rock Studios wurde anschließend veröffentlicht. Für das Leveldesign war Richard Gray verantwortlich. Sieben Monate nach der Veröffentlichung überarbeitete Valve das Spiel nochmals. Der ursprüngliche Einzelspielermodus wurde durch eine neue Kampagne Tour of Duty ersetzt, bleibt aber als Deleted Scenes weiterhin spielbar. Neben weiteren Titeln von Valve bekam das Spiel 2013 nachträglich eine Version für macOS und Linux.

## Spielprinzip
Der Spieler absolviert im Einzelspielermodus nicht zusammenhängende Polizeieinsätze ohne Hintergrundgeschichte aus Sicht einer Spezialeinheit. Die Ausrüstung ist dabei nicht frei wählbar, wobei auch im Level teils Waffen eingesammelt werden können. Dazu gehören ein Schneidbrenner zum Öffnen von Schlössern, eine Endoskop-Kamera und ein Funkgerät, das an vordefinierten Stellen verwendet werden muss. Der Spieler agiert dabei innerhalb von Deleted Scenes größtenteils alleine. In der nachträglich eingefügten Tour of Duty kann der Spieler computergesteuerte Bots für sein Team kaufen, die teils auf Befehle reagieren. Absolviert er Spielziele so erhält er neue Geldmittel für sein Team. Das Spielprinzip des Mehrspielermodus entspricht dem Vorgänger und findet in überarbeiteten Karten statt.

## Rezeption
Die Solo-Kampagne sei kein Hit und tauge bestenfalls als Training. Die mitgelieferten Bots hingegen seien die neue Referenz und auch den Computergegnern aus Far Cry überlegen. Die überarbeitete Grafik rechtfertige nicht die lange Entwicklungszeit. Die Endfassung sei einer Betaversion von Gearbox vor zwei Jahren etwa ebenbürtig. Grafisch wirke die Half-Life Engine genauso veraltet wie der Vorgänger. Wenige neue Details lockern die Landschaft auf. Die Gegner-Modelle hingegen seien vergleichsweise detailliert, wiederholen sich jedoch ständig. Einige Karten wirken schludrig. Die Qualität sei schlechter als bei Mods, die Hobbyisten kostenfrei veröffentlichen. Auch in der überarbeiteten Fassung leiste man sich zahlreiche Design-Schnitzer. Es handele sich um eine überflüssige Offline-Fassung des Originalspiels. Die Bots agieren teils träge und das Abwarten bis zum Ende der Runde artet in ein Geduldsspiel aus zumal von Bots erfüllte Ziele nicht gezählt werden. Ebenso führt es zum Patt, wenn die Bots das gegnerische Team eliminieren, bevor der Spieler seine Spielziele angehen kann. Die deutsche Sprachausgabe sei furchtbar. Die Deleted Scenes erinnern an Delta Force: Black Hawk Down jedoch ohne dessen Spielspaß. Die Grafik sei ausgesprochen hässlich, laufe jedoch auch auf alter Hardware. Mit Mehrspielertiteln der Zeit wie Battlefield Vietnam könne es sich nicht messen. Auch wenn das Spiel im niedrigpreisigen Segment angesiedelt sei, werde vom Kauf abgeraten. Selbst für Einsteiger in die Spielereihe sei es nicht geeignet. Für Valve stellte die Veröffentlichung einen Image-Verlust in Bezug auf die Marke Counter-Strike dar.
Der Mehrspielermodus von Condition Zero erreichte zwar eine gewisse Verbreitung, jedoch nie die Popularität des ursprünglichen Counter-Strike. So spielten Anfang 2009 nur wenige hundert bis einige tausend Spieler gleichzeitig Condition Zero auf den öffentlichen Servern, während die Urversion Spieleranzahlen von weit über 50.000 erreichte.